# Vlagyimir Mihajlovics Behtyerev
Vlagyimir Mihajlovics Behtyerev oroszul: Владимир Михайлович Бехтерев (Szorali, ma Behtyerevo, 1857. február 1. – Moszkva, 1927. december 24.) orosz pszichiáter, neuropatológus, fiziológus, pszichológus, egyben az objektív pszichológia atyja is. Leginkább három dologgal kapcsolatban ismert: ő jegyezte le a hippocampus szerepét az emlékezetben, tanulmányt írt reflexekről, és az ő nevéhez fűződik a Behtyerev-kór. Emellett Ivan Pavlovval a kondicionált reflexekkel kapcsolatos versengése is ismert.

## Életútja
Vlagyimir Mihajlovics Behtyerev Szorali nevű faluban született, Oroszországban, a Vjatkai kormányzóságban. Gyermekkora nem volt gondtalan. Például édesapja, egy alacsony rangú állami hivatalnok, még fiatal korában meghalt. Habár nem volt egyszerű gyerekkora, mégis 1867-ben bekerült a vjatkai gimnáziumba, Oroszország egyik legrégebbi iskolájába, akárcsak 1873-ban a Szentpétervári Katonai Orvosi Akadémiára. Ezután a Szentpétervári Orvosi-sebészeti Akadémián tanult, ahol Jan Mierzejewski professzor alatt dolgozott. Itt kezdődött Behtyerev érdeklődése a neuropatológia és pszichiátria iránt.
Oroszország 1877-ben háborúba kezdett a Török Birodalommal. Behtyerev ekkor jelentkezett önkéntesnek egy egészségügyi mentőosztagba. A bolgár fronton maláriás lett, ezért a háború befejezése előtt visszatért az akadémiára, ahol 1878-ban évveszteség nélkül fejezte be tanulmányait. Ezalatt orvos-gyakornokként dolgozott az Orvosi Továbbképző Intézet mentális- és idegbetegségekkel foglalkozó klinikáján. Itt kezdte el kísérleti munkásságát. 1878-ban orvosi alapképzéshez (Bachelor of Medicine) hasonló diplomával végzett az Orvosi-Sebészeti Akadémián. Ezután a szentpétervári pszichiátriai klinikán dolgozott, ahol az agy anatómiáját és fiziológiáját kezdte tanulmányozni. Ebben az időben házasodott össze Natalja Bazilevszkajával.
1880-ban elkezdte publikálni kutatásait. Egy korábbi munkája az orosz szociális kérdésekkel foglalkozott. Ebben a cikkében esszé formájában leírta az egyéni jellemzőit a Vjatka és a Káma folyók között lakó embercsoportnak, a votjákoknak. 1881. április 4-én sikeresen megvédte a doktori disszertációját A klinikai kutatásokban néhány mentális betegségnél jelentkező lázról és megkapta doktori címét a Szentpétervári Orvosi-Sebészeti Akadémiától. Ezután társprofesszor lett és az idegi betegségek diagnosztikájáról tartott előadásokat.

## Hozzájárulása a neurológiához
Karrierje során nagyszámú vizsgálatot folytatott le, mely nagymértékben hozzájárult az agy mai megértéséhez. Ilyen munkája az 1882-ben írt Vezetési útvonalak az agyban és a gerincvelőben, amit 1896-ban másodszorra is kiadtak. 1884-ben 58 tudományos munkát publikált az agy funkcióiról. Kiterjedt vizsgálata egy 18 hónapos tudományos utazáshoz vezetett Németországba és Párizsba. Ezalatt sok jelentős tudományos munkatárssal dolgozott együtt: Wilhelm Wundttal (1832–1920), Paul Emil Flechsiggel (1847–1929), Theodor Meynerttel (1833–1892), Carl Friedrich Otto Westphallal (1833–1890), Emil du Bois-Reymond-nal (1818–1896), és Jean-Martin Charcot-val (1825–1893). A tanulmányi útja 1885 szeptemberéig tartott, ezután visszatért Oroszországba, ahol a Kazányi Egyetem Pszichiátriai tanszékének vezetőjeként dolgozott 1893-ig.
Ez idő alatt végzett olyan vizsgálatokat, melyek jelentősen hozzájárultak az idegtudományához. Ő hozta létre Oroszországban az első laboratóriumot 1886-ban, hogy az idegrendszert és az agyi struktúrákat tanulmányozza. A kutatási eredményei miatt gondolta Behtyerev, hogy az agyban övezetek, sávok vannak, melyeknek mind specifikus funkciója van. Sőt, mivel az idegrendszeri és mentális rendellenességek általában együtt jelennek meg, úgy gondolta, nincs határozott különbség ezen zavarok között. A Kazányi Egyetemen töltött idő alatt folytatta le azt a kutatását is, mely során felfedezte az ankylosing spondylitist, vagy Behtyerev-kórt, a gerinc egy degeneratív köszvényét. Ezen úttörő kutatásának eredményeként 1891-ben a Kazányi Egyetem tanácsának kérelmére, az orosz népművelési minisztérium engedélyt adott, hogy megalapítsák a Kazányi Neurológiai Társaságot. Az alakuló ülésen Behtyerevet egyhangúlag választották elnöknek.
1893-ban elhagyta a Kazányi Egyetemet és visszatért a szentpétervári Katonai Orvosi Akadémia vezetőjének meghívására, ‑ hogy az ottani Idegi- és Mentális Betegségek tanszékének vezetője legyen. Itt további hozzájárulása volt a neurológiai kutatásokhoz, méghozzá azzal, hogy kialakította az első orosz idegsebészeti műtőt. Bár maga sosem műtött, erősen bedolgozta magát az idegbetegségek diagnosztikájába.
1894 és 1905 között évente 14-24 tudományos munkát publikált, emellett 1893-ban megalapította a Neurológiai Értesítőt, az első orosz folyóiratot, mely az idegrendszeri betegségekkel foglalkozott. Végül a kemény munka 1900 decemberében meghozta neki a Baer-díjat, melyet Az agy és a csontvelő útvonalai két kötetéért kapott. E munkájában jegyezte le a hippocampus szerepét az emlékezetben. Egyéb munkái az 1902-ben írt könyve az Elme és élet, illetve az 1903-ban írt Az agyi működés elméletének alapjai, melyben a nézeteit írja le az agy részeinek és az idegrendszernek a funkcióiról. Ez sugalmazta az erőteljes gátlási elméletet (Energetic Inhibition Theory), amely az automatikus válaszokat (reflexeket) írja le. Eszerint az elmélet szerint van egy aktív energia az agyban, ami a központ felé halad, és amikor ez megtörténik, akkor az agy más részei gátlás alatt vannak. Behtyerev kutatásai az összekapcsolt válaszokról erősen kapcsolódnak a pszichológia egy fontos területéhez, a behaviorizmushoz. Ez vezetett a hosszú rivalizálásához Ivan Pavlovval, amit az alábbiakban részletezünk.

## Objektív pszichológia
Az objektív pszichológia azon az elven alapul, mely szerint minden viselkedést meg lehet magyarázni, ha objektíven tanulmányozzuk a reflexeket. Ezért a viselkedést megfigyelhető vonásokon keresztül vizsgálták. Ez a megközelítés kontrasztban áll a pszichológia szubjektívebb nézőpontú ágaival, mint például a strukturalizmus, mely megengedte az introspekció használatát, vagyis hogy tanulmányozzák a személy belső gondolatait és személyes élményeit.
Az objektív pszichológia a későbbiekben alapjává vált a reflexológiának, alaklélektannak és leginkább a behaviorizmusnak, annak a területnek, mely forradalmasította a pszichológia területét és a módszernek, amely során a pszichológia tudománnyá vált. Behtyerev azon nézetei nélkül, melyben azt mondja el, hogyan lehet a legjobban levezetni egy kutatást, lehet, hogy a pszichológia ezen fontos megközelítései sosem alakultak volna ki.

## További hozzájárulások
Behtyerev alapította meg a szentpétervári Katonai Orvosi Akadémián a Pszichoneurológiai Intézetet; azonban 1913-ban felmondatták vele professzori állását. Az 1917-es orosz forradalom után 1918-ban visszakapta állását, sőt, a szentpétervári egyetem Pszichológiai és Reflexológiai Osztály vezetője lett. Emellett megalapította azt az intézetet, mely az agy mentális működését kutatta.
Ezalatt az idő alatt, amíg nem tanított, Behtyerev azon dolgozott, hogy az Oroszország nyugati régióiból menekült gyermekek számára megnyithasson egy árvaházat, melynek óvodája és iskolája is van.

## Vetélkedés Ivan Pavlovval
Mind Ivan Pavlovnak, mind Behtyerevnek sikerült önállóan felfedezni a kondicionált reflexek elméletét, mely a környezetre adott automatikus válaszokat írja le. Amit Behtyerev kapcsolt reflexnek nevezett, azt Pavlov kondicionált reflexnek, viszont a két elmélet lényegét tekintve megegyezik. Mivel John B. Watson Pavlov nyáladzást vizsgáló kutatását fedezte fel, ezért azt építette bele híres teóriájába a behaviorizmusba, mellyel minden háztartásban ismertté tette Pavlov nevét. Bár Watson Pavlov kutatását használta behaviorista állításainak alátámasztására, közelebbről vizsgálva Behtyerev vizsgálatai inkább alátámasztják azokat.
Behtyerev ismerte Pavlov kutatásait és többszörösen kritizálta azt. Szerinte Pavlov egyik legnagyobb kutatási hibája, hogy a nyáladzás módszert használta, ugyanis ezt nem lehet egykönnyen alkalmazni az embereken. Ellenben Behtyerev a kutatásában enyhe elektromos stimulációt használt a motoros reflexek vizsgálatára, és ezzel a módszerrel az emberekben is ki tudta mutatni annak jelenlétét. Továbbá a módszer azon részét is megkérdőjelezte, hogy savat használtak annak érdekében, hogy támogassák az állat nyáladzását. Szerinte ez eltorzíthatta a vizsgálat eredményét. Végül szerinte a szekréciós (nyálelválasztó) reflex nem lényeges, viszont megbízhatatlan. Ugyanis ha az állat nem éhes, akkor az étel lehet, hogy nem váltja ki a kívánatos választ, ami bizonyítja a módszer megbízhatatlanságát. Pavlovnak szintén voltak kritikái Behtyerevvel szemben, méghozzá az, hogy a laboratóriumában a körülmények gyengén voltak kontrollálva.

## Halála
Behtyerev halálát rejtélyes körülmények övezik. Az biztos, hogy 1927-ben halt meg, de a részletekről viták keringtek. Amikor Sztálin megkérte Behtyerevet, hogy hozza rendbe a karját, akkor ő paranoiásnak diagnosztizálta, fonnyadt karral. Két nappal később váratlanul meghalt, ami spekulációt indított útjára, mely szerint Sztálin bizonyára megmérgezte bosszúból a diagnózisért. Főleg mivel Behtyerev 70 éves létére is jó egészségnek örvendett, gyakran űzött kinti tevékenységeket 1927 őszén és telén. Sőt mi több, halála után Sztálin eltávolíttatta Behtyerev nevét és munkáit a tankönyvekből.

## Behtyerev hagyatéka
Bár Behtyerev neve jórészt ismeretlen, a tudományhoz és főleg a pszichológiához való hozzájárulása lenyűgöző. Nagy erő volt ő az idegtudományban, nagymértékben növelte az agyműködésről való ismereteinket, akárcsak az agyterületekről való tudásunkat. Például a hippokampusszal kapcsolatos kutatása lehetővé tette számunkra, hogy megértsük az agy egyik központi részének, a memóriának a működését. Emellett a pszichológiára gyakorolt hatása is óriási. Az ő munkája fektette le a pszichológia jövőjének alapjait. A nézetei a reflexekről és az objektív pszichológiáról voltak a sarokkövei a behaviorizmusnak és így a pszichológia jövőjének.

## Eredményeinek áttekintése
- Az agy részei
- Behtyerev Acromial Reflex: egy mély izomi reflex
- Behtyerev-kór: autoimmun betegség, amely köszvénnyel, gyulladással és végül az ízületek teljes mozdulatlanságával jár
- Behtyerev-mag: a superior mag a vestibuláris idegben
- Behtyerev-nystagmus: szemtekerezgés, ami a belső fül csatornáinak pusztulása után fejlődik ki
- Behtyerev Pactoralis Reflex: az a reflex, mely a pectoralis főizmot nyújtja meg reflex
- Behtyerev-reflex I: pupilla tágulása fényre fókuszáláskor
- Behtyerev-reflex II: Scapulohumeralis reflex
- Behtyerev-reflex III: Bekhterev által leírt reflex, amely a szem-, arc- és hasi izmokra vonatkozik
- Behtyerev-féle szemreflex: A Musculus orbicularis oculi (szem körüli izom) összehúzódásának reflexe
- Behtyerev-kézfejreflex: kéz-felxor jelenség
- Behtyerev-sarokreflex: lábujjhajlítási reflex
- Behtyerev–Jacobsohn reflex: egy ujjhajlítási reflex amely megfeleltethető a Bekhterev-Mendel lábfej reflexnek

## Fontos munkája

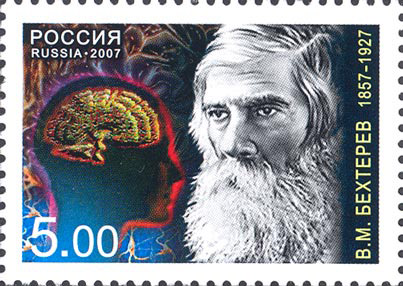
Orosz bélyegen (2007)

- „Гипноз. Внушение. Телепатия (Монография)” (Hipnózis, ráhatás, telepátia : monográfia), В. М. Бехтерев, издательство „Мысль”, г. Москва, 1994 г. ISBN 5-244-00549-9 (oroszul)

## Fordítás
- Ez a szócikk részben vagy egészben a Vladimir Bekhterev című angol Wikipédia-szócikk fordításán alapul.  Az eredeti cikk szerkesztőit annak laptörténete sorolja fel. Ez a jelzés csupán a megfogalmazás eredetét és a szerzői jogokat jelzi, nem szolgál a cikkben szereplő információk forrásmegjelöléseként.